# 10. pařížský obvod
10. pařížský obvod (francouzsky: 10e arrondissement de Paris) zřídka též nazývaný obvod Entrepôt (Arrondissement de l'Entrepôt) je městský obvod v Paříži. Svůj neobvyklý název (česky: Skladiště, Překladiště) získal podle skladů zboží, které zde kdysi stály. Na území obvodu se nacházejí dvě velká pařížská nádraží – Východní a Severní.

## Poloha
10. obvod leží na pravém břehu Seiny. Na jihu hraničí s 2. obvodem (Boulevard de Bonne-Nouvelle) a se 3. obvodem (Boulevard Saint-Denis a Boulevard Saint-Martin), na jihovýchodě s 11. obvodem přes ulici Rue du Faubourg-du-Temple, na východě jej odděluje od 19. obvodu Boulevard de la Villette, na severu tvoří hranici s 18. obvodem Boulevard de la Chapelle a na západě sousedí s 9. obvodem (Rue du Faubourg-Poissonière).

## Demografie
V roce 2017 měl obvod 90 372 obyvatel a hustota zalidnění činila 31 862 obyvatel na km2. To bylo 4,1% pařížské populace.

## Politika a správa
Radnice 10. obvodu sídlí v ulici Rue du Faubourg-Saint-Martin č. 72. Současnou starostkou je od roku 2017 Alexandra Cordebard za Socialistickou stranu.

## Městské čtvrti
Tento obvod se dělí na následující administrativní celky:
- Quartier Saint-Vincent-de-Paul
- Quartier de la Porte-Saint-Denis
- Quartier de la Porte-Saint-Martin
- Quartier de l'Hôpital-Saint-Louis

Podle oficiálního číslování pařížských městských čtvrtí mají tyto čtvrtě čísla 37-40.

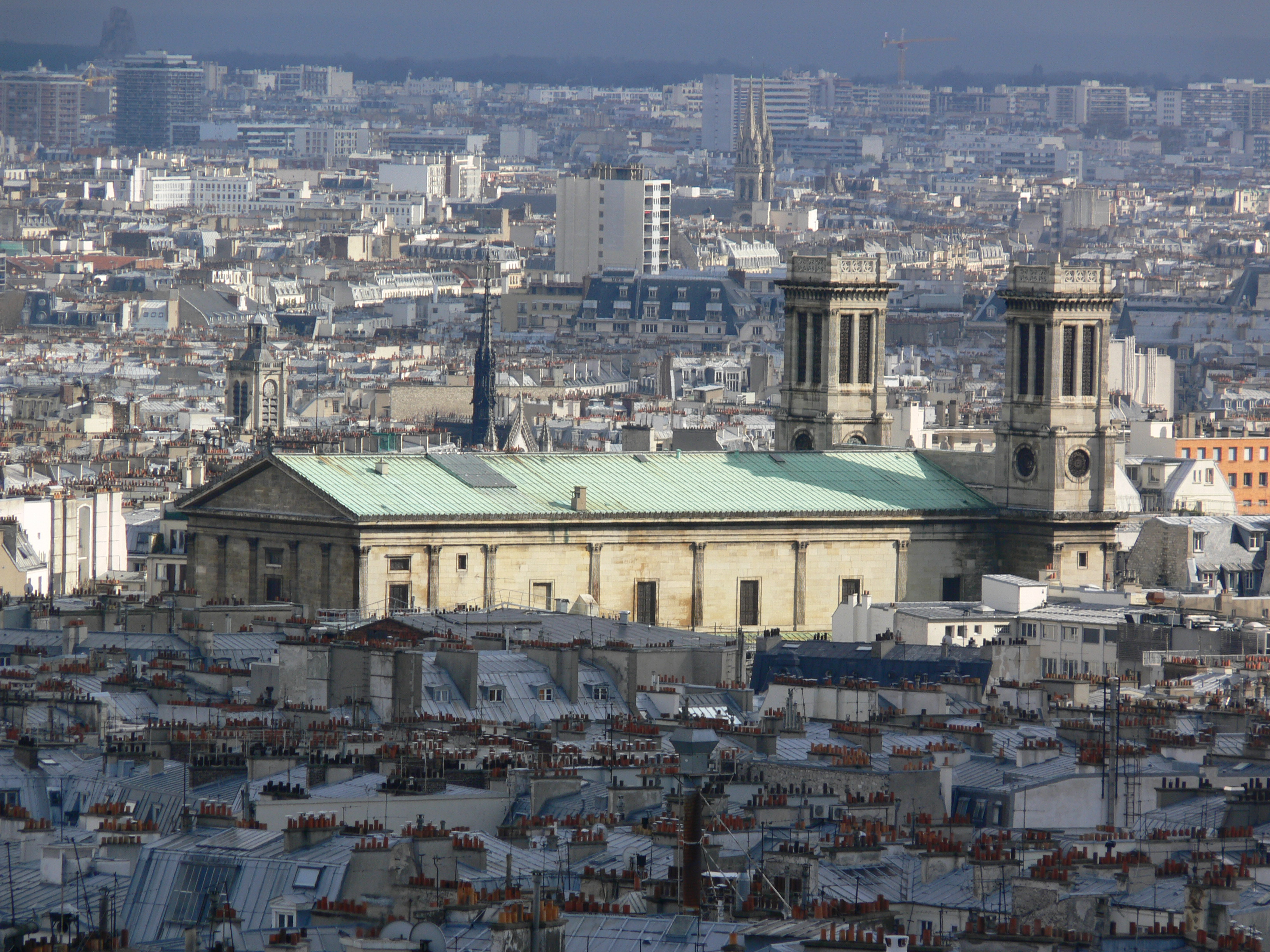

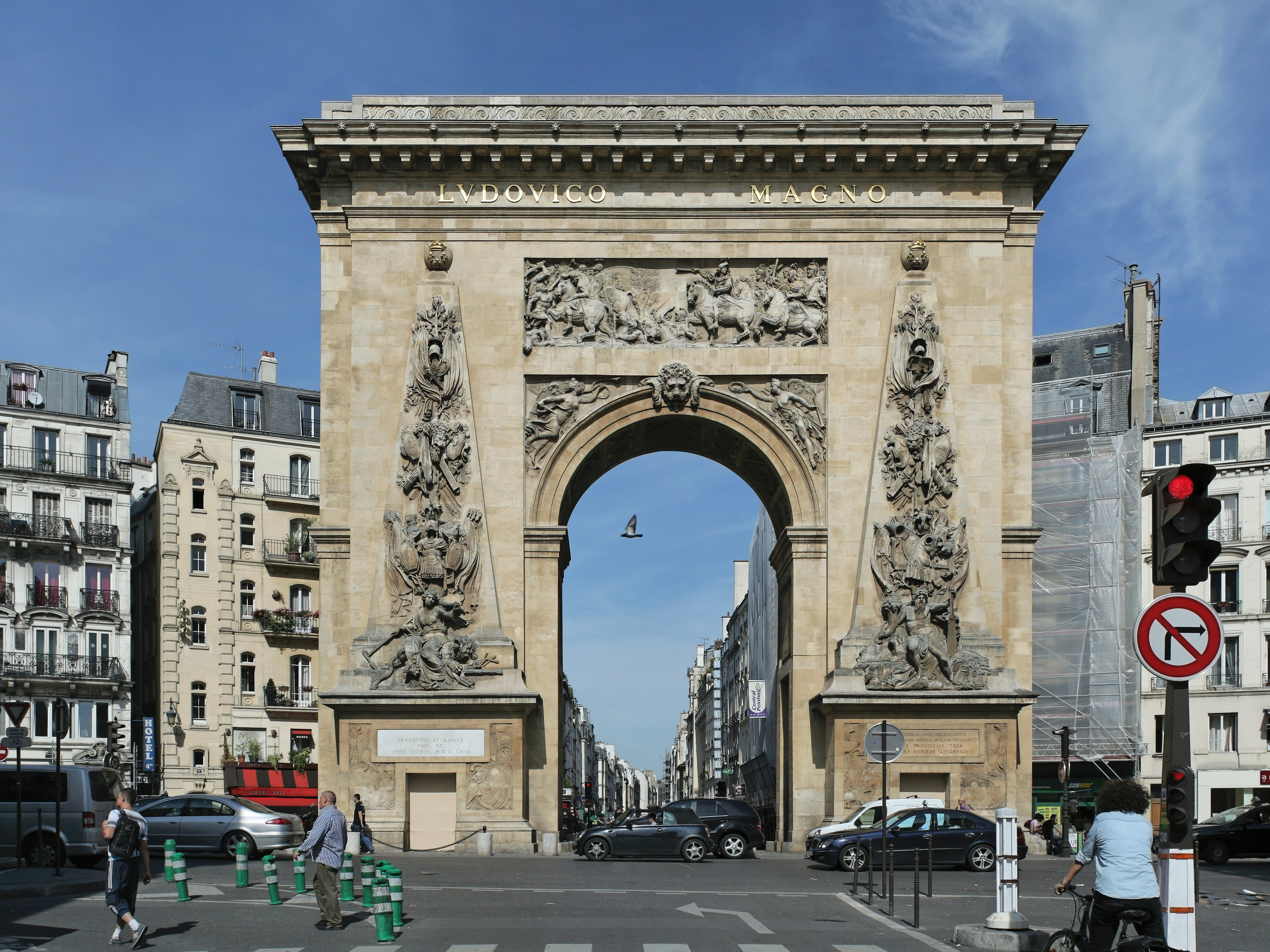

## Pamětihodnosti
Církevní stavby
- Kostel svatého Vincence z Pauly
- Kostel svatého Vavřince
- Kostel svatého Josefa
- Kostel Saint-Martin-des-Champs

Ostatní památky
- Canal Saint-Martin
- Porte Saint-Denis
- Porte Saint-Martin

Zajímavá prostranství
- Passage Brady
- Passage du Prado

## 10. obvod v kultuře
Jeden z románů o soukromém detektivovi Nestoru Burmovi spisovatele Léo Maleta M´as-tu vu en cadavre? se odehrává v 10. obvodu.
Ve filmu Paris, je t'aime je 10. obvodu věnována šestnáctá povídka Faubourg Saint-Denis, kterou režíroval Tom Tykwer.